# Becoming
Becoming ist ein Lied der dänischen Metal-Band Volbeat. Es wurde am 28. Oktober 2021 über Vertigo Records veröffentlicht.

## Inhalt
Das Lied ist ein Metal-Lied, das vom Sänger und Gitarristen Michael Poulsen geschrieben wurde. Der Text ist in englischer Sprache verfasst. Becoming ist 4:13 Minuten lang, wurde in der Tonart G-Dur geschrieben und weist ein Tempo von 120 BPM auf. Produziert wurde das Lied von Jacob Hansen und Michael Poulsen. Das Lied ist ein Tribut an den im März 2021 an einem Gallengangskarzinom verstorbenen Entombed-/Entombed A.D.-Sänger Lars-Göran Petrov. Laut Michael Poulsen enthält das Lied eines der Riffs, bei denen man „definitiv die Inspiration vom Album Clandestine hören könne“. Clandestine wäre laut Poulsen Petrovs Lieblingsalbum von Entombed gewesen, obwohl er gar nicht darauf gesungen hätte.
Petrov sang auf Volbeats Livealbum Live from Beyond Hell / Above Heaven das Lied Evelyn. Die auf dem Album Beyond Hell / Above Heaven erschienene Studioversion des Liedes wurde von Barney Greenway, dem Sänger der Band Napalm Death eingesungen. Für das Lied wurde ein Lyric Video veröffentlicht.

## Rezeption
Chad Childers vom Onlinemagazin Loudwire schrieb, dass Becoming mit einer der thrashigsten Musik beginnt, die die Band je aufgenommen hat. Danach zieht sich die Band in eine mehr „puffernde Strophe“ und einem „hymnischen Refrain“ zurück, der „den idealen Punkt für Michael Poulsens Stimme trifft“. Axl Rosenberg vom Onlinemagazin Metal Sucks beschrieb Becoming als viel härter und thrashiger als die üblichen Volbeat-Songs. Der Refrain wäre typischer Volbeat „Boogie-Pop-Metal“, aber der Rest des Liedes klingt, als „hätte auf den Metallica-Alben Hardwired…to Self-Destruct oder Metallica stehen können“.